# باول بوجور
باول بوجور (اسمه عند الولادة بافل بوجور، 2 أغسطس 1862-17 مايو 1952) عالم في علم الحيوان، وعالم فسيولوجي، وعالم أحياء بحري روماني، اشتُهر أيضًا بأنه كاتب وسياسي اشتراكي. قدّم من مقاطعة كوفورلوي الريفية، ليدرس علم الأحياء في فرنسا وسويسرا، وانجذب إلى الأفكار اليسارية، انحرفت بيولوجيته التطورية، المستوحاة من أعمال كارل فوكت، إلى الماركسية واللادينية. بعودته إلى مملكة رومانيا، كان العضو الأصغر في حزب العمال الديمقراطي الاجتماعي الروماني، ونشط في جناحه المعتدل. جذب انتباه النقاد في تسعينيات القرن التاسع عشر ككاتب قصة قصيرة برسالة اشتراكية ومسالمة، لكنه عاد إلى الكتابة الخيالية لفترة وجيزة في ثلاثينيات القرن العشرين. عُين بوجور، العالم في علم أسماك والحائز على جوائز، من قبل جامعة ياش، ودرّس هناك لمدة 41 عامًا، وعمل طوال هذه الفترة على توثيق حيوانات البحر الأسود، وحقق اكتشافات تتعلق ببيئة بحيرة تيكرغيول. افتتح الدراسة الرومانية لعلم تشكل الحيوانات، بينما ساهم أيضًا في علم الأنسجة، وعلم الأجنة، وعلم الطفيليات، وألقى محاضرات شعبية عن التطور والتربية البدنية.
تحالف بوجور مع الحركة الشعبوية، وتغلل في الجناح اليساري للحزب الليبرالي الوطني. كان من بين مؤسسي المجلة الشعبوية الرائدة، فيتسا رومانيسكا، لكنه طرد بعد إبداء عدم موافقته على رفض المجلة انتقاد التيار الليبرالي الوطني. كان بوجور يساريًا مستقلًا، يضغط باستمرار من أجل إصلاح الأراضي والاقتراع العمومي، ما وضعه في صراعات عنيفة أحيانًا مع زميله اليميني المتطرف في الجامعة، إيه. سي. كوزا. انتخب بوجور لعضوية مجلس الشيوخ كممثل للجامعة، وخدم طوال الاضطرابات الاجتماعية في الحرب العالمية الأولى، واصطدم مع رئيس الوزراء الليبرالي الوطني إيون إيه. سي. بريتيانو، الذي اتهمه بإحداث كارثة في البلاد. في عام 1919 كان أحد مؤسسي وقادة حزب الفلاحين، الذي أصبح جزءًا من تحالف انتخابي ناجح، ومثل المجموعات في جميع أنحاء رومانيا الكبرى، اختير بوجور كأول رئيس لمجلس الشيوخ في رومانيا الكبرى.
أدت محاولات الفلاحين للإصلاح الدستوري، وإشارات بوجور بالموافقة على مفاهيم اليسار المتطرف، في النهاية إلى رد فعل عنيف في عام 1920. بعد خلعه من قبل الملك فرديناند الأول في عام 1920، أعرب بوجور عن أمله في ثورة ضد «الأوليغارشية»، لكنه هُمش تدريجيًا. بعد عام 1926، مع مريده إيوان بورسيا، مثّل الجناح المنشق اليساري داخل حزب الفلاحين الوطني الموحد، وانتقد علانية قيادة حزبه أثناء عمله ممثلًا في مجلس النواب. أعلن بوجور، الذي كان ما يزال ندًا لكوزا، معاداة الفاشية طوال ثلاثينيات القرن العشرين، لكنه توارى عن الأنظار خلال الحرب العالمية الثانية. عاد إلى الصدارة في ظل نظام الحكم الشيوعي، عندما بلغ سن 86، تقلد الأكاديمية الرومانية.

## سيرته الذاتية

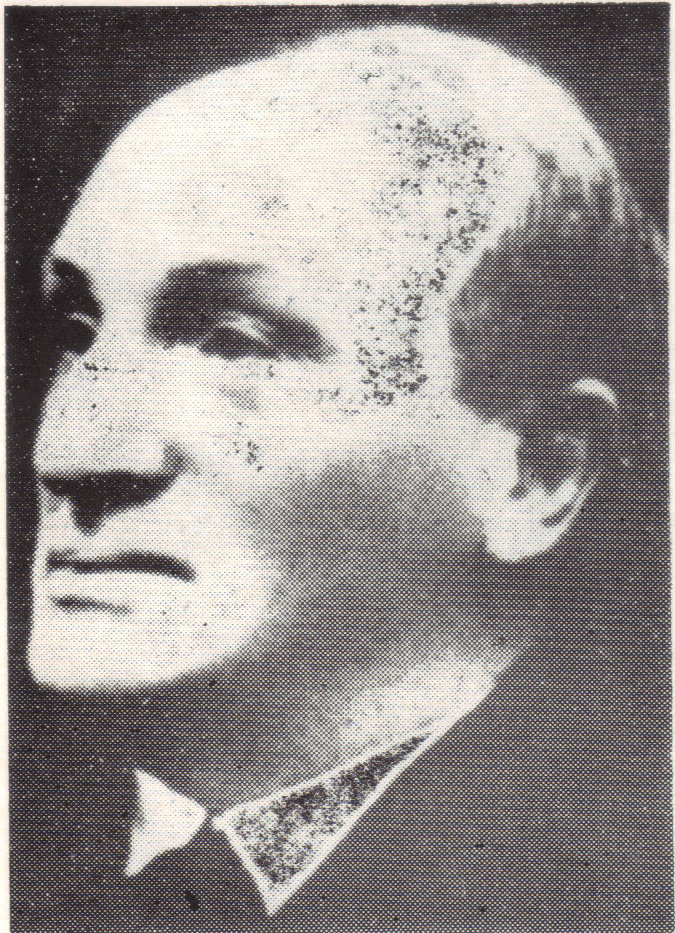
البروفيسور باول بوجور

### الحرب العالمية الأولى ونيافة مجلس الشيوخ
مثل بوجور جامعته في مجلس الشيوخ منذ عام 1914، وكان المستقل الوحيد في ذلك المجلس. في يوليو 1914 وبعد اغتيال سراييفو مباشرة وأثناء حملة الحرب، اختير بوجور للجنة مجلس الشيوخ التي يرأسها توما ستيليان، والتي اقترحت إصلاحات لدستور عام 1866. تزامنت هذه الفترة مع حياد رومانيا في الحرب العالمية الأولى، ومع مساهمة بوجور في صحيفة مولدوفا لبيتر بّي. كارب، ومشاركته في مناظرات محتدمة في الجامعة. أيد مع معلمه الشعبوي السابق، ستير، تعاون رومانيا مع القوى المركزية، وفضل الحرب ضد الإمبراطورية الروسية. في حين يُنسب الفضل في بعض الأحيان إلى مؤلف الكتيبات الماركسية المناهضة للحرب، فقد كتبها بالفعل ميهال غورغيو بوجور الذي يحمل الاسم نفسه.
في منبر مجلس الشيوخ، أشار بوجور إلى أن العملية العسكرية غير ممكنة قبل فرز «التفاوتات الاجتماعية»، إذ تعتمد قوة رومانيا على الفلاحين المجندين. ناقش القضية مع رئيس الوزراء، وصديقه القديم بريتيانو، الذي رد بأن الإصلاحات الاجتماعية المقترحة غير مناسبة. في عام 1916 دخلت رومانيا، في ظل حكومة الحزب الليبرالي الوطني بزعامة بريتيانو، الحرب ضد القوى المركزية، وبحلول عام 1917 تعرضت أراضيها للغزو، مع بقاء مولدافيا الغربية فقط تحت السيطرة. نُقل مجلس الوزراء ومجلسا البرلمان إلى ياش. بحلول أبريل -مايو 1917، كان السيناتور بوجور حليفًا لحزب العمال المعارض والديمقراطيين المحافظين المنشقين، ودعا إلى سياسات تقدمية أكثر مما قدمه حزب الليبراليين الوطنيين. خلال تلك الأشهر، انضم إلى لجنة برلمانية لإصلاح الأراضي – لكن وبحسب عضو الحزب الليبرالي الوطني، إيون جي. دوكا، فقد هيمن عليها «كبار ملاك الأراضي، كان هدف بريتيانو تحديد الأشخاص الأشد تضررًا من الإصلاحات لدعمهم أيضًا». في 30 مايو، وقّع على قائمة المطالب التي صاغها المنشقان الديمقراطيان المحافظان أيون سي. جراديشتيانو وكونستانتين أرجيتويانو، والتي جادلت بأن خطة الحزب الليبرالي الوطني لسن الإصلاحات كانت «تلاعبًا سياسيًا»، وكان الهدف منها تغطية مساهمة بريتيانو في «الكارثة الوطنية». وجد دوكا هذا الخطاب «لا فائدة منه على الإطلاق»، ببساطة رفض بوجور باعتباره النسخة «غير الموهوبة وغير المميزة» من ماتي بي. كانتاكوزينو. في النهاية، لم يكن بوجور من بين أعضاء مجلس الشيوخ الخمسة الذين صوتوا ضد الإصلاحات التي اقترحها بريتيانو.
بدت البلاد مهزومة بحلول أوائل عام 1918، إبان توقيع الهدنة مع ألمانيا. خرج بوجور من حزب العمال، الذي ساعد في تأسيسه، من فلول فروع حزب العمال، في نوفمبر 1918، وهو الوقت الذي قاربت فيه الحرب العالمية على نهايتها. ضمت المجموعة أكاديميين آخرين (بروسا وكونستنين إيون برهون)، وأنتجت برامج جماعية، وقع بوجور نفسه على بعضها. بالتوازي مع ذلك، انضم بوجور وبانشيلا إلى أخوية مولدافيا الموحدة، وهي منظمة إقليمية أعادت أيضًا تجميع بعض منافسيه اليمينيين، من بينهم كوزا وإيورغا. في فبراير 1919 اندمج حزب العمال مع حزب الفلاحين، وهو الخلفية الشعبوي والمنافس للحزب الليبرالي الوطني. بعد ذلك، انتخِب بوجور لشغل مقعد في اللجنة المركزية الأولية للمنظمة الموسعة، والتي تمثل الإصلاحيين الزراعيين في جميع أنحاء رومانيا الكبرى. أشار عالم الاجتماع ديميتري دريغيسيسكو، إلى أن بوجور كان واحدًا من العديد من الليبراليين الوطنيين السابقين في حزب الفلاحين، مما يؤكد الادعاءات القائلة بأن الفلاحين شكلوا الجانب «الديموقراطي المستاء» لتيار الحزب الليبرالي الوطني. طالب فصيل بوجور على الفور بدرجة من الاستقلالية داخل الحركة الأكبر، وشكل تحالفات تكتيكية مع الأحزاب التي تنصل منها حزب الفلاحين ككل.
في انتخابات نوفمبر 1919، التي اختبرت حق الاقتراع العام للذكور وحققت انتصارًا نسبيًا للحزب الوطني الروماني، عاد بوجور كعضو في مجلس الشيوخ عن جامعته. ترشح على قائمة حزب الفلاحين لجمعية النواب في ياش، وفاز، لكنه تخلى عن مقعده لصالح تفويض مجلس الشيوخ، وتخلى نيكولاي كوستاتيسكو أيضًا، وذهب المقعد في النهاية إلى غيورغي شوبانو. اعتبر بوجور هذه اللحظة انتصارًا عظيمًا لقضيته، ونشر رسالة شكر لناخبيه، هنّأهم فيها على «تخليص البلاد من عدوها الداخلي». رافق زعيم الحزب أيون ميهالاش خلال محادثاته مع الحزب الوطني الروماني وأحزاب أخرى، لتكوين ائتلاف حكومي قوي. شارك في هذه المناقشات أيضا يوليو مانيو من الحزب الوطني الروماني، وأيون إنكوليو من حزب الفلاحين البيسارابيين، وكلا من كوزا وإيورغا كقادة منافسين للحزب القومي الديمقراطي. بحسب ما أفاد إيورغا، فقد أعرب بوجور عن معارضته لبرنامج الوسط الذي تبنته «الكتلة الديمقراطية» الناشئة، معلنًا نفسه «رجل اليسار المتطرف»، حتى إنه هدد مهالاش بطرده من الحزب.